# Сіріло Антоніо Ріварола
Сіріло Антоніо Ріварола (ісп. Cirilo Antonio Rivarola; 1836–1879) — президент Парагваю з 1 березня 1870 по 10 грудня 1871. Перед війною Потрійного Альянсу Ріварола був супротивником диктатора Франсиско Солано Лопеса. У 1869 році після поразки Парагваю, коли війна перейшла у стан партизанської війни в горах, Ріварола здійснив повстання проти Солано Лопеса і ставав главою тимчасового уряду, який управляв столицею. Ріварола став офіційним президентом Парагваю в березні 1870 році, коли Солано Лопес був убитий. Ріварола відмовився від президентства 31 серпня 1870 року, але знов повернувся на посаду наступного дня, і зберігав посаду ще протягом року. Він проводив переговори Парагваю з країнами Альянсу і підписав мирні договори з ними.